# Willibrord Neumüller
Willibrord Neumüller OSB (* 8. Dezember 1909 in Wien; † 17. Juni 1978 in Kremsmünster) war ein österreichischer Lehrer, Gelehrter und Schriftsteller.

## Leben
Von 1928 bis 1933 studierte er Theologie in Salzburg. Nach der Priesterweihe studierte er an der Universität Wien Geschichte und Deutsch (Lehramtsprüfung). Er war Professor am Stiftsgymnasium Kremsmünster und Dozent für Kirchengeschichte an der Universität Salzburg, darüber hinaus Mitglied des Instituts für österreichische Geschichtsforschung an der Universität Wien.

## Schriften (Auswahl)
- Bernardus Noricus von Kremsmünster. Wels 1947, OCLC 882520151.
- mit Kurt Holter: Die mittelalterlichen Bibliotheksverzeichnisse des Stiftes Kremsmünster. Linz 1950, OCLC 459813103.
- Der Text des Codex Millenarius. Wels 1957, OCLC 164983092.
- Sie gaben Zeugnis. Lorch – Stätte des heiligen Florian und seiner Gefährten. Wien 1968, OCLC 313071499.
- Gottes Torheit. Die Erlösung des Menschen. Bilder aus einem mittelalterlichen Heilsspiegel der Stiftsbibliothek Kremsmünster.  Ettal 1969, OCLC 312368526.